# Ошљак
Ошљак је планина која се налази у Србији, на Косову и Метохији. Највиши врх носи исто има као планина и висок је 2212 m нмв. На њему се налазе шуме мунике, жбунасте заједнице бора кривуља и чисте смречеве шуме. Неке јединствене биљке као што је Asperula doerfleri Wettst се налазе на овој планини. У њеном подножју се налази насеље Средска.